# أمورة (اسم)
أَمُّوْرَة هو اسم علم مؤنث من أصل عربي، ومعناه هو الجميلة والمحبوبة والحسنة الوقع في القلوب.